# Limonia calcarifera
Limonia calcarifera är en tvåvingeart som beskrevs av Alexander 1936. Limonia calcarifera ingår i släktet Limonia och familjen småharkrankar. Inga underarter finns listade i Catalogue of Life.